# 曾如清
曾如清（1914年—1989年），男，江西吉安人，中国人民解放军将领、中国人民解放军开国少将。

## 生平
1932年加入中国共产党。曾任江苏军区第二政委。1955年，授予中国人民解放军少将。